# Гагарино (Тульская область)
Гагарино — село в Богородицком районе Тульской области России. 
В рамках административно-территориального устройства входит в Бахметьевский сельский округ Богородицкого района, в рамках организации местного самоуправления является включается в Бахметьевское сельское поселение.

### География
Расположено по обоим берегам реки Муравлянки, в 4,5 км (по автодороге) от сельского административного центра — села Бахметьево.
Уличная сеть села ныне (2021) состоит из 4 улиц: Молодёжная, Северная, Школьная, Южная

## Название и история
Прежнее название «Гагарино-Муравлянка» получено от фамилии бывших владельцев селения и местности Гагариных и по географическому признаку — месторасположению на берегу реки Муравлянки, которая в свою очередь получила название от травы-мура́вы, произраставшей по её берегам. Именование «Архангельское» — по сельскому храму Михаила Архангела. 
О времени возникновения церковного прихода села Гагарино и его истории письменных документов не сохранилось, так как прежняя церковь в 1822 году сгорела вместе с архивом. После пожара причт совершал с 1822 по 1849 годы богослужебные требы в Михаилоархангельском приделе церкви соседнего села Бахметьево. В 1847 году в селе Каркадинове был куплен деревянный храм, перевезён в Гагарино-Муравлянку и установлен недалеко от сгоревшего прежнего. В 1849 году церковь была отремонтирована и освящена во имя того же святого Михаила. В приход входили само село и деревни: Клиновое (Клинова), Малая Муравлянка, Малоархангельская (Малое Архангельское), Дуровка, Александровка (Александровские выселки) (не сущ., ныне [2021] это урочище Александровка),  Исканская-Муравлянка, Волхоновка (Волхонка) (ныне [2021] без населения). С 1870 года в селе существовала земская школа.
В 1859 году в селе насчитывалось 41 крестьянский двор; в 1915 — 104 двора.

## Население
| Годы      | 1859 | 1915 | 2010 |
| --------- | ---- | ---- | ---- |
| Население | 476  | 673  | ↘88  |